# 厳選!いい宿
『厳選!いい宿』（げんせんいいやど）は、テレビ東京他で放送していた宿泊情報通販番組である。

## 概要
2010年1月24日から75分間の単発特別番組として放送され、2011年10月1日よりレギュラー放送を開始した。
2014年10月6日より『厳選いい宿』（げんせんいいやど）に改題し、平日8:00 - 8:15枠（祝日は休止）に移動し放送時間も15分間に縮小され、原則月1回程度で土曜午後に90分スペシャルが放送されている。なお、2015年4月1日より平日7:30 - 8:15枠に情報番組『チャージ730!』が放送開始されたため、本番組は平日11:35枠に移動し、放送時間も10分間に縮小された。2016年4月4日より5分拡大し、再度15分枠での放送となった。2018年9月28日、7年の歴史に幕を閉じる。後番組として、同年10月より『旅スルおつかれ様〜ハーフタイムツアーズ〜』を放送。

### 番組内容
全国から厳選された温泉宿を紹介する。番組サイトから予約をするとスペシャルプランによる格安の値段で泊まれ数々の特典がつく。2017年7月からパッケージツアープランサービスの「地旅」を開始した。

## 出演者
- 博多華丸・大吉
- U字工事
- ハマカーン
- 坪倉由幸、谷田部俊（我が家）
- 原口あきまさ
- 東貴博
- ナイツ
- TKO
- 杉浦太陽
- 中川家
- 谷桃子
- 木口亜矢
- 松井絵里奈(江利奈)
- 祥子
- 野呂佳代
- 北出恭子（地旅担当）
- はな（同）

ほか温泉ソムリエと呼ばれるグラビアアイドル。

## ナレーター
- 森本レオ
- 鈴木渢
- 一龍斎貞友（地旅ナレーション）

## ネット局と放送時間
| 放送対象地域 | 放送局       | 系列           | 放送日時                  | 遅れ       |
| ------------ | ------------ | -------------- | ------------------------- | ---------- |
| 関東広域圏   | テレビ東京   | テレビ東京系列 | 月曜 - 金曜 8:00 - 8:15   | 制作局     |
| 新潟県       | 新潟テレビ21 | テレビ朝日系列 | 月曜 - 金曜 14:05 - 14:20 | 遅れネット |
| 和歌山県     | テレビ和歌山 | 独立局         | 金曜 8:00 - 8:30          | 遅れネット |
| 全国         | BSテレ東     | BS放送         | ※下記の備考を参照         | 遅れネット |

### 過去のネット局
| 放送対象地域 | 放送局     | 系列           | 放送日時           | 放送期間                            |
| ------------ | ---------- | -------------- | ------------------ | ----------------------------------- |
| 福島県       | 福島テレビ | フジテレビ系列 | 月曜 15:28 - 15:58 | 2013年4月から9月まで                |
| 富山県       | 富山テレビ | フジテレビ系列 | 日曜 12:30 - 13:00 | 2013年3月31日から同年9月29日まで    |
| 静岡県       | テレビ静岡 | フジテレビ系列 | 金曜 15:56 - 16:26 | 2013年6月から9月まで                |
| 秋田県       | 秋田テレビ | フジテレビ系列 | 金曜 14:30 - 15:00 | 2013年10月11日から2014年3月28日まで |

### 変遷
| 期間       | 期間       | 放送時間（日本時間）       |
| ---------- | ---------- | -------------------------- |
| 2011.10.01 | 2013.03.30 | 土曜 18:30 - 19:00（30分） |
| 2013.04.07 | 2014.09.28 | 日曜 11:55 - 12:25（30分） |
| 2014.10.06 | 2015.03.31 | 平日 08:00 - 08:15（15分） |
| 2015.04.01 | 2016.04.01 | 平日 11:35 - 11:45（10分） |
| 2016.04.04 | 2017.03.31 | 平日 11:35 - 11:50（15分） |
| 2017.04.03 | 現在       | 平日 15:40 - 15:55（15分） |

### 備考
BSジャパンでは2012年4月から原則として月2回の日曜日に、2 - 3週の放送分を一部（スタッフロールスーパーの部分など）再編集して一挙放送するスペシャル版として放送される。3本立ての連続放送は15:55 - 17:20の85分間、2本立ての連続放送は15:00 - 15:55または15:55 - 16:50の55分間となる。放送内容の遅れ日数は最長で約3週間・最短で1週間または1日となっている。2013年4月以降は月2回の土曜日16:00 - 17:00の2本立ての放送にほぼ固定されている。レギュラー放送開始から2012年3月までは7日遅れで土曜 12:00 - 12:30に放送されていた。
2012年6月9日放送分は『土曜スペシャル』冠つきの放送に変更の上、18:30 - 20:54に時間枠を拡大し、関東ローカルのほかテレビ和歌山と岐阜放送でも同時ネットで放送された。
2012年9月1日放送分は『土曜スペシャル・松阪〜松本 ローカル路線バス乗り継ぎ人情ふれあい旅』の2時間30分拡大版が18:30 - 20:54に編成される関係で本番組を12:30 - 13:00に繰り上げて放送された。
2013年3月23日放送分も『土曜スペシャル』冠つきの放送に変更の上、18:30 - 20:54に時間枠を拡大して放送された。
本番組はローカルセールス枠であるためテレビ東京以外のTXN各局では未放送となっているが、レギュラー放送が開始する以前の2010年から年数回の日曜日16時台に放送されている75分のスペシャル版についてはネットワークセールス枠の番組となるため、TXN系列各局にも同時ネット放送される。2012年12月30日には17:00 - 18:30の時間帯で90分のスペシャル版が放送された。こちらも75分のスペシャル版と同様、ネットワークセールス枠としてTXN系列各局にも同時ネット放送された。
本番組では字幕放送と番組連動のデータ放送を行っている（テレビ東京のみ。TXN系列各局ではスペシャル版をテレビ東京同時ネットで放送時のみ実施）。

## スタッフ
- 構成：上久保直哉、植木幹雄
- 技術協力：コールツ
- CAM：加藤正純、鈴木浩介、有谷明彦、薬袋孝人
- LD：上野斉夫、山内浩二、石原竹夫
- AUD：倉持友和、鈴木裕之
- 車輌：笹原正貴、畔蒜正幸（アイベックス）
- メイク：前田亜耶
- VTR編集：麻布プラザ
- EED：小森佑輔、西田茉那美（西田→一時離脱→復帰）
- MA：飯田太志
- 音効：江連隆太郎、中田路子
- リサーチ：野崎詩乃
- 編集：江島美保
- 企画協力：株式会社デイリー・インフォメーション、イージーメディア
- ホームページ：新井光、大門大輔（両者イージーメディア）
- AP：高橋愛
- 制作協力：テレビ東京制作、エクシーズ
- 制作P：戸上浩
- 演出補佐：藤本大輔、大村舞
- ディレクター：若菜久利、田村海、浦山勉、小沢康彦
- 演出：小倉肇
- プロデューサー：吉澤有（テレビ東京）、田中雄一
- 製作：テレビ東京コミュニケーションズ

### 過去のスタッフ
- 構成：青島利幸、小池正宏
- メイク：藤原萌
- ホームページ：渡部晶子（イージーメディア）
- ディレクター：長谷吉洋、田村海
- プロデューサー：木村加奈絵（テレビ東京制作）